# Neeti Mohan

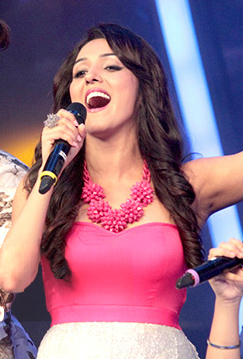
Neeti Mohan in 2015

Neeti Mohan (Delhi, 18 november 1979) is een Indiaas zangeres. Ze zingt voornamelijk in Hindi-films, maar heeft ook liederen in het Marathi, Tamil, Telugu, Kannada, Bengaals, Punjabi en Engels gezongen. Ze werd geboren in Delhi en was een van de winnaars van de realityshow Popstars van Channel V. Ze kreeg vooral bekendheid met het nummer 'Ishq Wala Love' (2012). Ze won een Filmfare RD Burman Award voor 'nieuw muziektalent' en werd genomineerd voor de 'beste vrouwelijke playbacksinger' voor 'Jiya Re' van Jab Tak Hai Jaan. (2012).